# Lazzaro Spallanzani

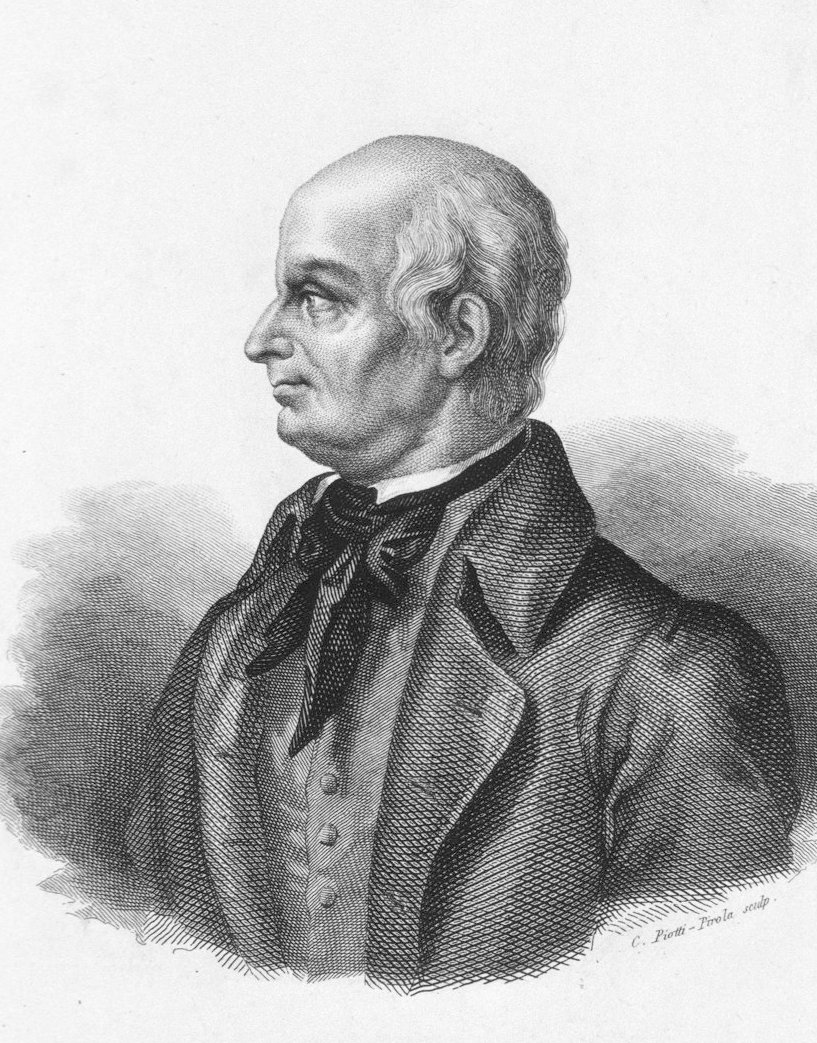
Lazzaro Spallanzani

Lazzaro Spallanzani (* 12. Januar 1729 in Scandiano, heute Provinz Reggio Emilia; † 12. Februar 1799 in Pavia) war ein italienischer Jesuit, Philosoph, Physiker und Universalwissenschaftler, der sich unter anderem auf dem Gebiet der Physiologie betätigte.

## Leben
Lazzaro Spallanzani wurde zunächst von seinem Vater, einem Anwalt, ausgebildet. Mit 15 Jahren wurde er an ein Jesuitenkolleg in Reggio Emilia geschickt, dort in alten Sprachen sowie Naturwissenschaften unterrichtet und eingeladen, dem Orden beizutreten. Er ging allerdings, unterstützt durch ein Stipendium des Bischofs von Reggio, zum Studium der Rechtswissenschaft an die Universität Bologna, wo seine Cousine Laura Bassi Professorin für Physik war und in deren Salon er zahlreiche Wissenschaftler wie etwa Antonio Vallisneri kennenlernte; gewöhnlich ist sein wissenschaftlicher Anstoß ihrem Einfluss zugeschrieben worden. Das Jurastudium gab er bald auf und trat in den Jesuitenorden ein. Mit Bassi studierte er Naturphilosophie und Mathematik. Zudem widmete er sich den Sprachen. Im Alter von 25 Jahren wurde er Doktor der Philosophie.
Sein Ansehen wuchs bald, und 1754 wurde er Professor für Logik, Metaphysik und Griechisch an der Universität Reggio. Im Jahre 1762 erhielt er die Priesterweihe. Ein Jahr darauf wurde er nach Modena berufen,  wo er mit großer Gewissenhaftigkeit und mit großem Erfolg an der Universität lehrte, aber seine ganze Freizeit der Naturwissenschaft widmete. Er lehnte viele Angebote von anderen italienischen Universitäten und von Sankt Petersburg ab, bis er 1768 das Angebot Maria Theresias auf den Lehrstuhl für Naturgeschichte an der philosophischen Fakultät der Universität Pavia annahm. 1769 wurde er zum korrespondierenden Mitglied der Göttinger Akademie der Wissenschaften gewählt.
Zur selben Zeit wurde er auch Direktor des Naturhistorischen Museums von Pavia, das er mit seinen Sammlungen aus vielen Reisen entlang der Mittelmeerküsten bereicherte. Neben seinen Vorlesungen und seinen naturwissenschaftlichen Experimenten las er in seiner Eigenschaft als Priester noch immer täglich die Heilige Messe. 1785 wurde er nach Padua eingeladen, aber sein Souverän verdoppelte sein Gehalt, um ihn zu behalten, und erlaubte ihm einen Besuch im Osmanischen Reich. Dort blieb er fast ein Jahr und machte viele Beobachtungen, unter anderem in einer Kupfermine in Chalki und einer Eisenmine in Principi. Seine Rückkehr nach Hause glich fast einem Triumphzug: in Wien wurde er herzlich von Joseph II. empfangen, und als er Pavia erreichte, wurde er außerhalb der Stadttore von den Studenten der Universität mit Beifall begrüßt. Während des folgenden Jahres überstieg die Zahl seiner Studenten 500. Seine Integrität bei der Führung des Museums wurde in Frage gestellt, aber eine gerichtliche Untersuchung stellte, sogar zur Zufriedenheit seiner Ankläger, seine Ehre wieder her.
Spallanzani war Mitglied vieler wissenschaftlicher Gesellschaften und Akademien. Er war Freund und Korrespondent Albrecht von Hallers und Charles Bonnets.
E. T. A. Hoffmann, der sich für die Forschungen Spallanzanis interessierte, lässt die Figur Spallanzanis mehrmals (in der weniger üblichen Schreibweise Spalanzani) auftreten.

### Entdeckungen auf dem Gebiet der Vulkanologie und Meteorologie
1788 besuchte er den Vesuv, die Vulkane auf den Liparischen Inseln und Sizilien. Er stellte die Ergebnisse dieser Forschungen in seinem großen Werk Viaggi alle due Sicilie ed in alcune parti dell’Apennino dar, das vier Jahre später veröffentlicht wurde.

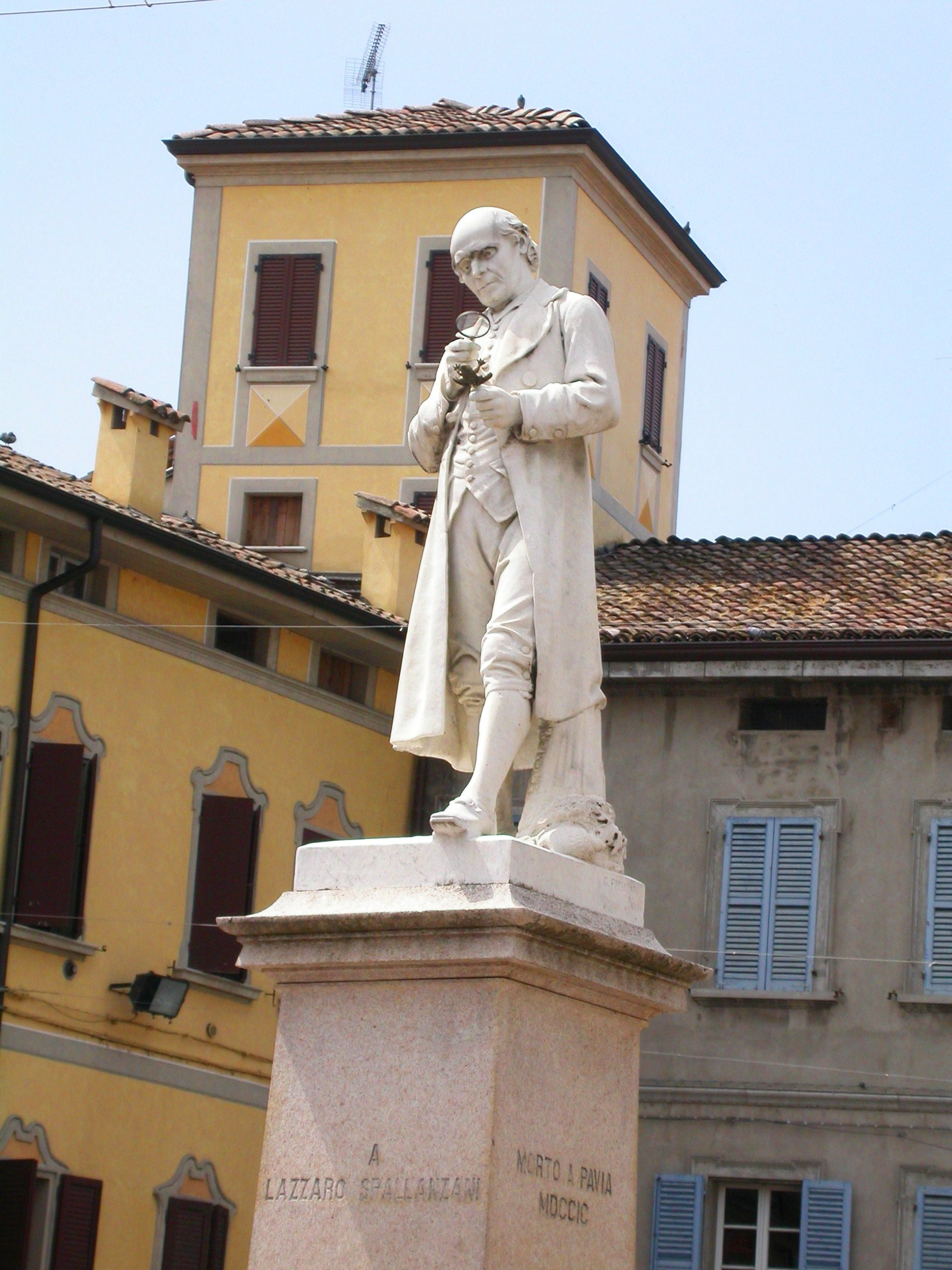
Denkmal in Scandiano

Sein unermüdlicher Einsatz als Reisender, sein Geschick und Glück als Sammler, seine Begabung als Lehrer und Kommentator und seine Leidenschaft in Kontroversen trugen zweifellos wesentlich dazu bei, den außergewöhnlichen Ruhm Spallanzanis unter seinen Zeitgenossen zu begründen; jedoch fehlte es ihm keineswegs an größeren Qualitäten. Sein Leben war von unablässigem Eifer geprägt, die Natur in jeder Hinsicht zu hinterfragen, und seine vielen und verschiedenartigen Werke tragen allesamt den Stempel eines originellen Genies, fähig, Probleme in allen Zweigen der Wissenschaft darzulegen und zu lösen. So half er unter anderem, die Fundamente der modernen Vulkanologie und Meteorologie zu legen.

### Entdeckungen auf dem Gebiet der Physiologie
Seine wichtigsten Entdeckungen liegen auf dem Gebiet der Physiologie: Er schrieb zum Beispiel wertvolle Abhandlungen über die Atmung und über die Sinnesorgane von Fledermäusen, während er, als überzeugter Anhänger des Ovismus, Experimente machte (1768), um das Vorkommen von Urzeugung zu widerlegen, indem er im Gegensatz zu John Turberville Needham (1713–1781) nachwies, dass Mikroben nicht in organischen Flüssigkeiten entstehen können, wenn diese abgekocht und in luftdicht verschlossenen Gefäßen aufbewahrt werden. Er hatte festgestellt, dass bereits bei 45 °C Mikroben in Wasser abgetötet werden.
Sein berühmtestes Werk ist Dissertazioni di fisica animale e vegetale (2 Bände, 1780). Darin deutet er erstmals den Verdauungsvorgang: Dieser ist keine rein mechanische Zerkleinerung, sondern ein chemischer Prozess. Dies bewies er durch Versuche über das Wirken des Magensafts. In der 1768 veröffentlichten Schrift Dell' azione del cuore nei vasi, die er dem hervorragenden Physiologen Albrecht von Haller widmete, bewies Spallanzani den Zusammenhang zwischen der Fließgeschwindigkeit des Blutes und der Breite der Gefäße.
Spallanzani entdeckte 1768 die Regenerationsfähigkeit des Salamanders, nachdem er den Tieren Gliedmaße abgerissen hatte. Er führte auch wichtige Forschungen zur Lehre von der Urzeugung und über die Befruchtung bei Tieren (1780) durch. So unternahm er Versuche zur künstlichen Befruchtung von Froscheiern. Er war der Erste, der einer Hündin künstlich Spermien einführte.

## Ehrungen
- 1771 wurde Spallanzani Mitglied der Leopoldina.
- 1786 wurde er korrespondierendes Mitglied der Académie des sciences.[8]
- Der Mondkrater Spallanzani, der Marskrater Spallanzani und der Asteroid (10350) Spallanzani sind nach ihm benannt.
- Der Spallanzani Point, eine Landspitze in der Antarktis, trägt den Namen Spallanzanis.
- Die Schraubensabelle erhielt den wissenschaftlichen Namen Sabella spallanzanii
- Die Pflanzengattung Spallanzania Neck. aus der Familie der Topffruchtbaumgewächse (Lecythidaceae) ist nach ihm benannt[9]
- Das Istituto nazionale per le malattie infettive Lazzaro Spallanzani wurde nach ihm benannt.[10]

## Schriften

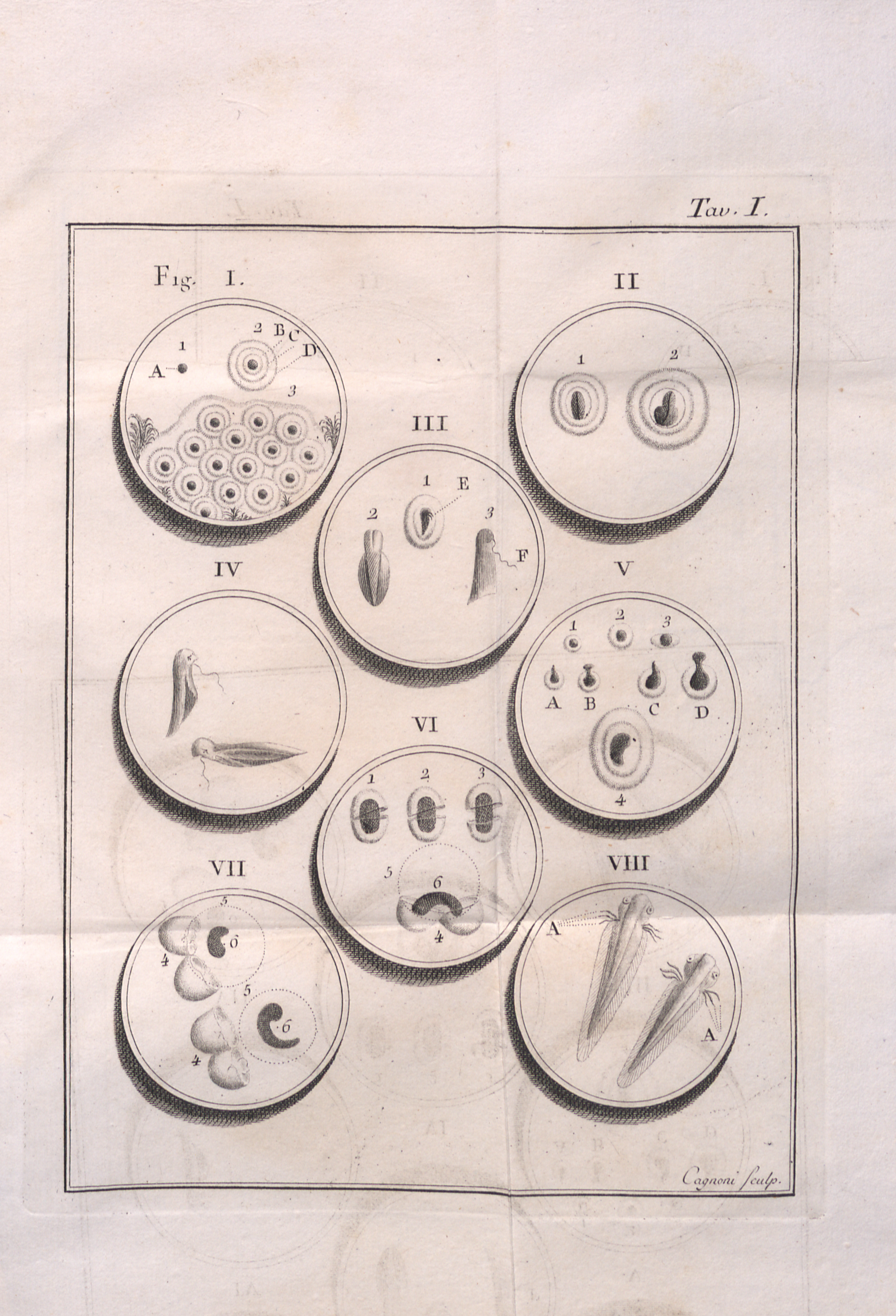
Dissertazioni di fisica animale e vegetabile, 1780

- Dell'azione del cuore nei vasi (1768)
- Opusculi de fisica animale e vegetabile (Modena 1776)
- Dissertazioni di fisica animale e vegetale (1780)
- Viaggi alle due Sicilie ed in alcune parti dell' Appenino (1792)
- De lapidibus ab aqua resilentibus (~1750)
- Gesamtausgabe: Edizione nazionale delle opere di Lazzaro Spallanzani.[11] Herausgegeben von Pericle Di Pietro und anderen.[12] Verlegt von Mucchi Editore, Modena, 1984ff. Bis 2020 erschienen 39 Bände.